# Eisenbahnbrücke von Castellaneta
Die Eisenbahnbrücke von Castellaneta führt südöstlich der Stadt Castellaneta die Bahnstrecke Bari–Taranto über eine Schlucht, die Gravina Grande di Castellaneta.

## Geschichte

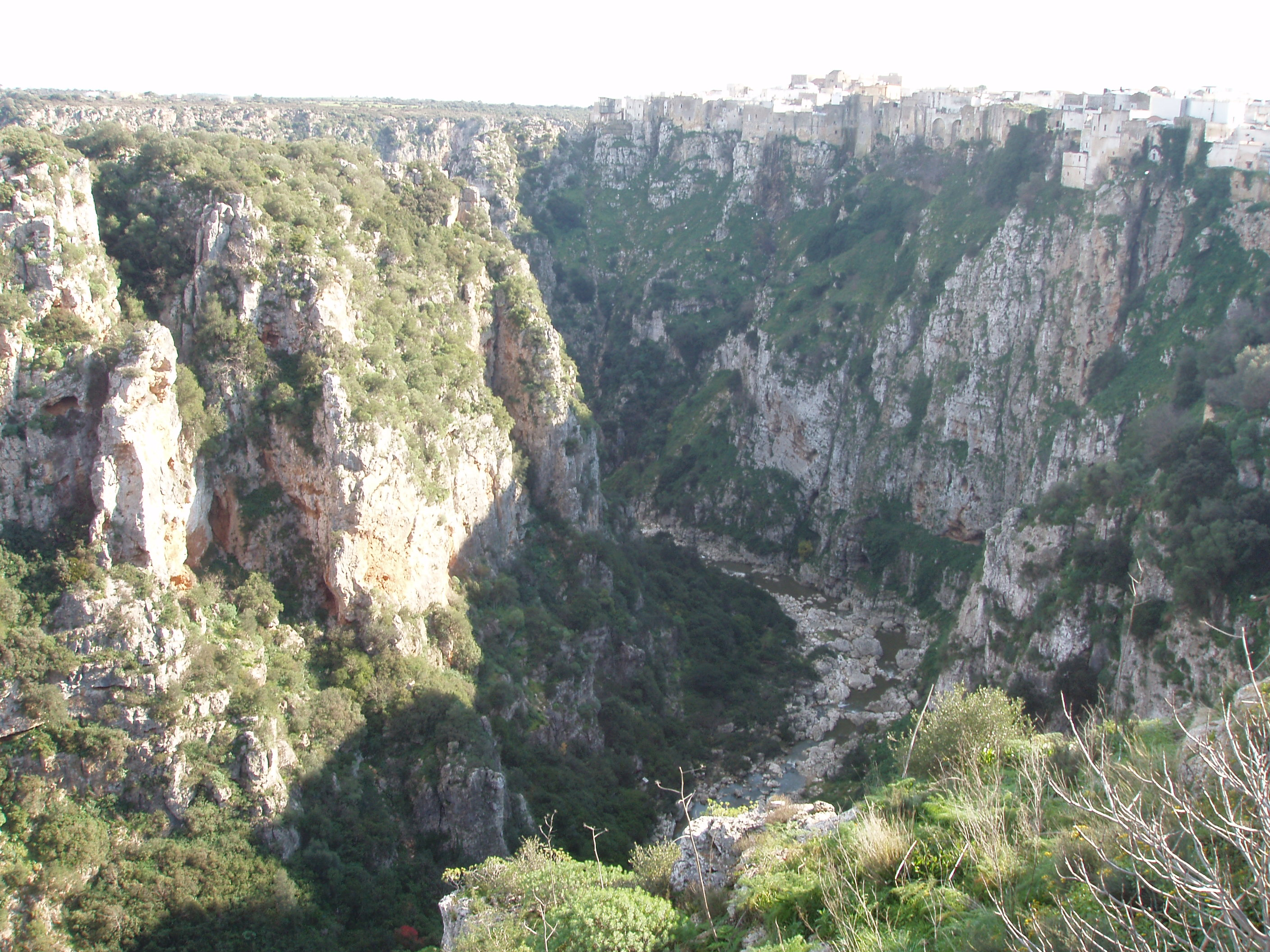
Die Gravina Grande di Castellaneta

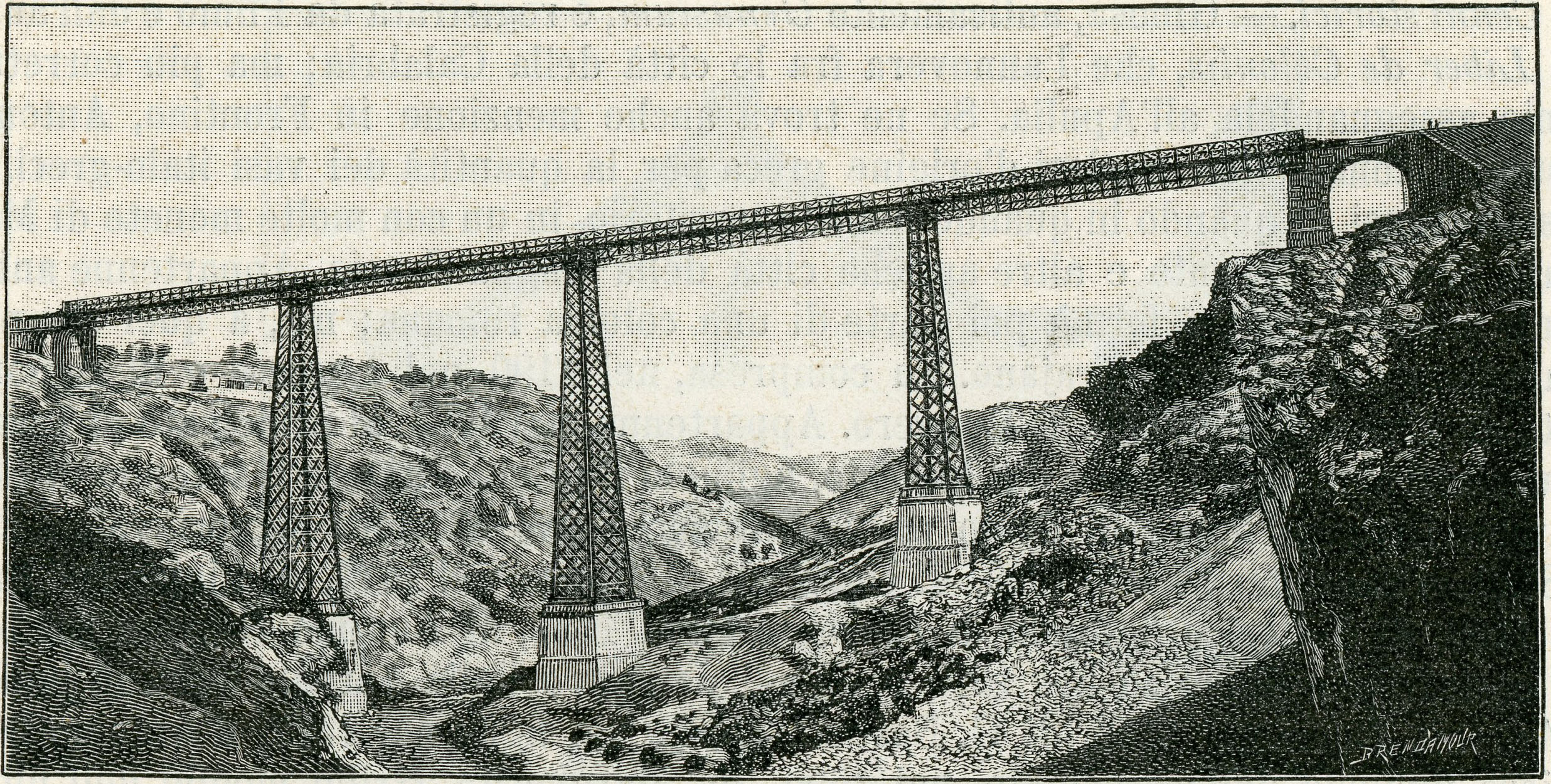
Brücke von 1868

Die Eisenbahnbrücke von Castellaneta wurde nacheinander drei Mal errichtet. Sie weist eine Länge von 350 m und eine Höhe von etwa 80 m über dem Talgrund auf.

### Die Brücke von 1868
Als die Bahnstrecke Bari–Taranto in der zweiten Hälfte der 1860er-Jahre gebaut wurde, geschah das eingleisig. Auch waren die Zuggewichte und die gefahrenen Geschwindigkeiten relativ niedrig. Daher reichte es, die Gravina Grande di Castellaneta mit einer schmiedeeisernen Fachwerkbrücke zu überwinden. Sie wurde 1867/68 gebaut. Der zuständige Ingenieur war Alfredo Cottrau (1839–1898). Diese erste Brücke stand unmittelbar südlich der zweiten, heute noch erhaltenen Brücke. Nach Bau der zweiten Brücke wurde die Fachwerkbrücke abgerissen und verschrottet. Die steinernen Auflagen an den Talkanten sowie zwei gemauerte Pfeiler in der Schlucht, die die Fachwerkkonstruktion trugen, sind erhalten und zu sehen.

### Die Brücke von 1929
Nach mehr als einem halben Jahrhundert Betrieb waren die Züge schneller und schwerer geworden und die ursprüngliche Brücke genügte den betrieblichen Anforderungen nicht mehr. Sie wurde durch eine gemauerte Bogenbrücke ersetzt, die die weiterhin eingleisige Strecke über sechs Pfeiler und sieben Bögen über die Schlucht führte. Nachdem die dritte Brücke errichtet worden war, blieb die zweite erhalten und trägt heute einen Weg.

### Die Brücke von 1997
Seit 1991 wurde eine Kapazitätsausweitung der Strecke Bari–Taranto geplant. Diese war inzwischen elektrifiziert, jedoch immer noch eingleisig und die Trassenführung mit engen Kurven und flachen Steigungen immer noch auf Betriebsverhältnisse wie in der zweiten Hälfte des 19. Jahrhunderts ausgelegt. Die Strecke wurde deshalb zweigleisig ausgebaut und abschnittsweise neu trassiert. Die Ausbaustrecke konnte 1997 in Betrieb genommen werden. Für die Brücke über die Gravina Grande di Castellaneta bedeutete das einen zweiten Neubau, also die dritte Brücke, die mit einer Höhe von 82 m über der Mitte der Schlucht etwas höher ist als die alte Brücke. Diesmal wurde Stahlbeton als Baumaterial gewählt: Ein großer Bogen überspannt die Schlucht mit einer Stützweite von 150 m. An seinen beiden Seiten stützen je fünf Pfeiler im Abstand von 25 m, von denen einige auf dem Betonbogen stehen, den Fahrbahnträger.